# Prótomo

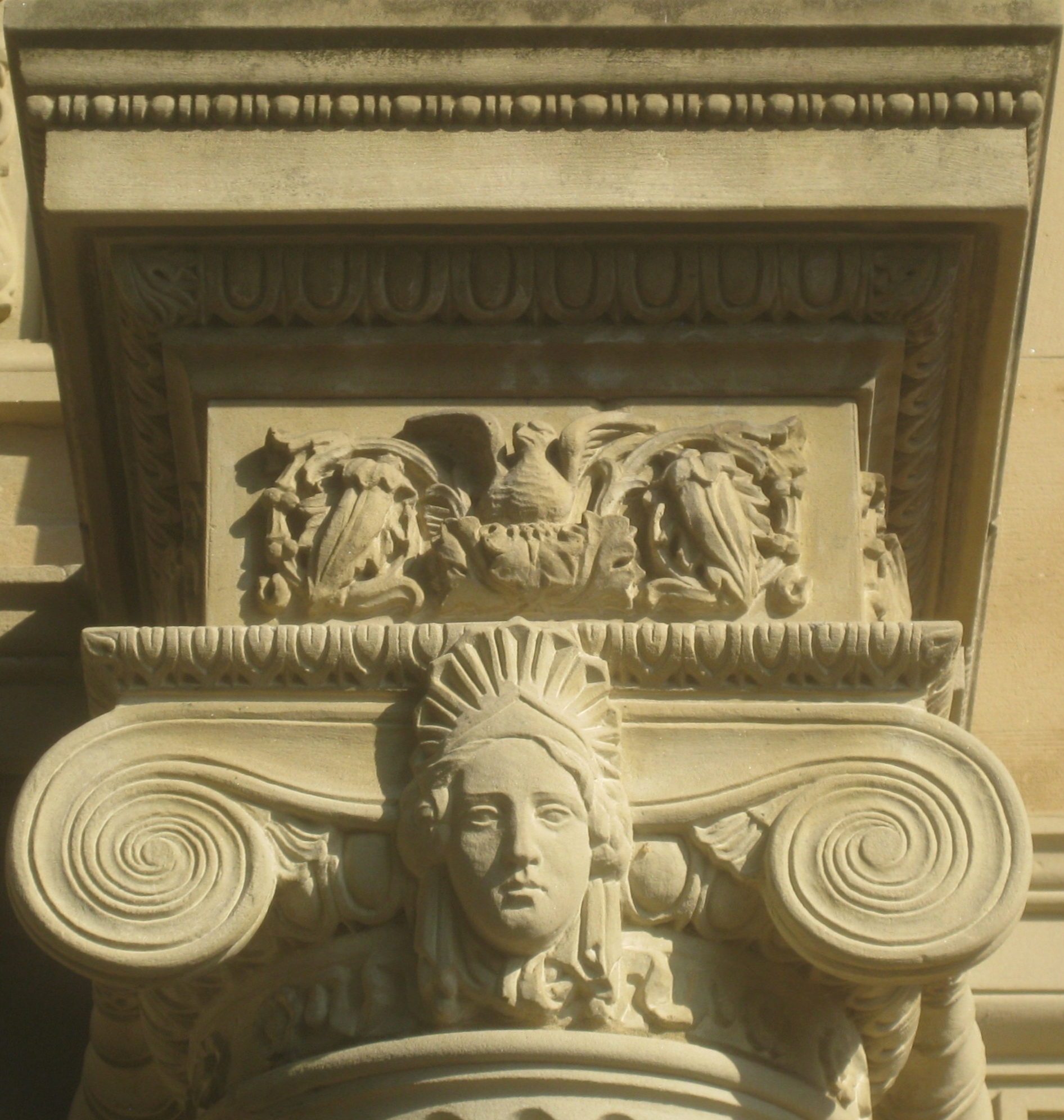
Prótomo de um busto humano no capitel de uma coluna

O prótomo (do grego antigo: προτομή, protomé, lit. "parte da frente, busto", do verbo προτέμνω, talhar; plural: protomi) é um elemento decorativo, que tanto pode ser pintado, esculpido como gravado, muito difundido na arte antiga, constituído pela cabeça ou busto de homens, animais ou criaturas fantásticas, posto como ornamento de elementos arquitectónicos, como mísulas, cornijas e frontões, ou de artefactos, como utensílios, recipientes, peças de armaduras, esculturas, peças de olaria, de ourivesaria, numismática, mobiliário, etc.

## Etimologia
A palavra prótomo deriva do grego antigo προτομή (pro- "frente, diante"; tomos- "parte"; lit. "a parte da frente"), significando "o busto ou a cabeça dum animal", partindo do verbo προτέμνω (protémno) "excisar, amputar, cortar".

## História

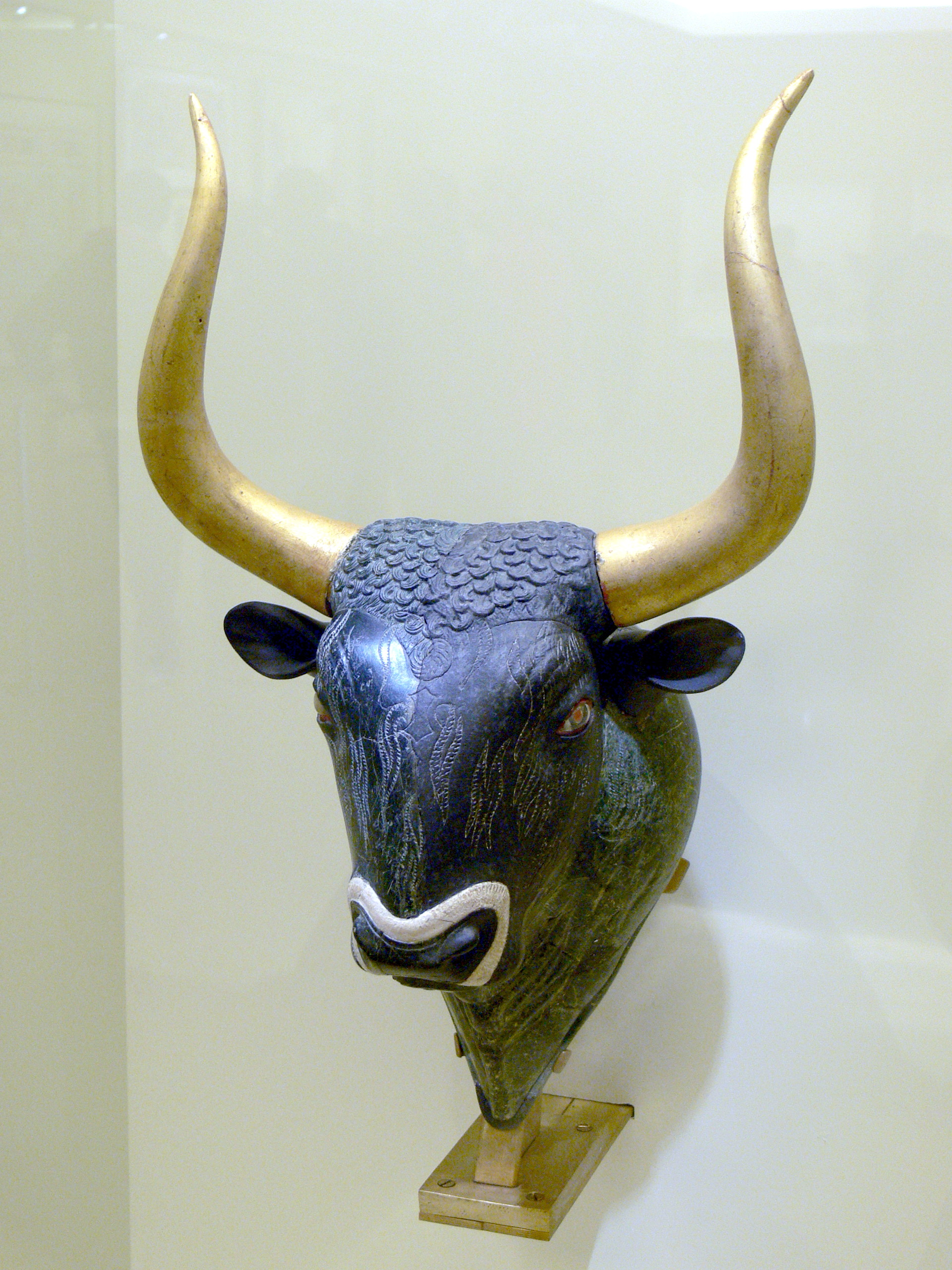
Ritão minóico, com prótomo de toiro

Há uma grande falta de estudos aturados e sistemáticos da história e do desenvolvimento dos prótomos ao longo dos tempos.
Os prótomos foram usados amiúde para decorar, na Antiguidade grega, persa, romana, fenícia, bem como noutras partes do mundo, elementos arquitectónicos, escultóricos, artesanais, entre outros.

### Etiologia
Os motivos que estão na base da origem do prótomo podem agrupar-se em 3 aspectos principais: 
- Motivos de ordem tectónica-  dados pela manifesta inescrevibilidade dos seres mitológicos e fantásticos representados nas mísulas, cornijas e quejandos, que de outra forma não teriam imagética concreta e clara.
- Motivos de ordem histórico-artística - devido ao estado psicológico da arte, também chamada "arte-memória", quando o artífice primitivo representava somente a cabeça do animal ou do sujeito humano, fazia-o porque considerava que esse era o elemento essencial, para conseguir evocar ou fazer recordar a quem quer que encarasse com a imagem representada no prótomo, a totalidade do ente representado (fosse ele animal ou humano).
- Motivos de ordem religiosa - que são os mais determinantes e que são conexos a concepções animísticas da religião. Havia na antiguidade clássica, portanto,  a concepção de que, ao representar certos entes, as qualidades simbólicas que lhes eram atribuídas ficariam imbuídas nos espaços ou nos objectos em que se aplicassem os prótomos. Desta forma, as figuras clássicas dos prótomos foram, lentamente, combinando entes (homens e animais) diferentes, para veicular mensagens simbólicas mais complexas, o que, por seu turno, se traduziu numa concretização mais rematada do imaginário mitológico, da época, criando quimeras ou, rectius, revelando a natureza mista das culturas da Mesopotâmia, da Síria, do Egipto e da Grécia (com toiros e cavalos alados, centauros; homens-ave e quejandos).Prótomo ibérico de um carneiro

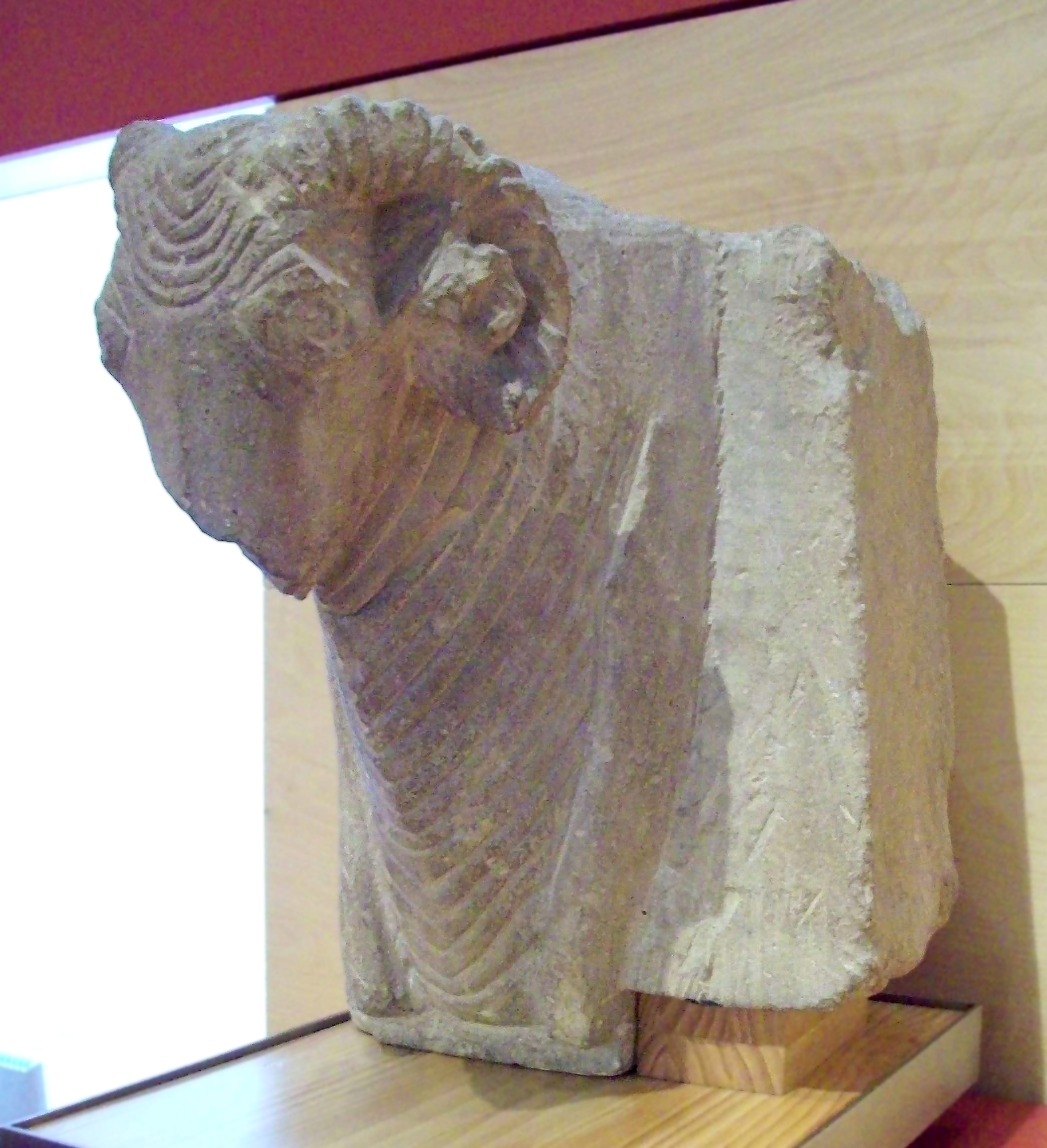
Prótomo ibérico de um carneiro

### Achados arqueológicos
Os exemplares mais antigos de prótomos são de quatro carneiros, que estão gravados numa malga sacrificial de Szeged da cultura Tisza do Neolítico, na Húngria. Subsegue-o em antiguidade um ritão minóico, com cabeça de toiro, do século XIV a.C, seguidas de um vasto leque de peças de artesanato hitita dos séculos XV-XIII a.C.
Foram encontrados espécimes de caldeirões do século VIII a.C, com prótomos de toiros, em Urartu, que terão influenciado o estilo com que foram elaborados os espécimes dos caldeirões do século VII a.C, encontrados em Olímpia e Samos, que se encontravam decorados com prótomos de grifos e outros animais. 
Encontrou-se, também, em sepulturas etruscas do século VII a.C, caldeirões com prótomos de cobras (Tomba Bernardini em Palestrina) e panteras (Tomba Regolini-Galassi em Cerveteri).
Outros achados arqueológicos de relevo, que importam assinalar, foi, por exemplo, o variegado espólio de peças de joalharia, utensílios, recipientes e capitéis arquitectónicos do período Aqueménida, exumados em Susã e Persépolis, com prótomos, que representavam toiros, leões e grifos.
Com efeito, em Persépolis (cerca de 521-465 a.C), um renque de colunas persas, encimadas por prótomos de toiros, exornavam o grande vestíbulo em que o rei recebia multidões de até 10.000 convivas.

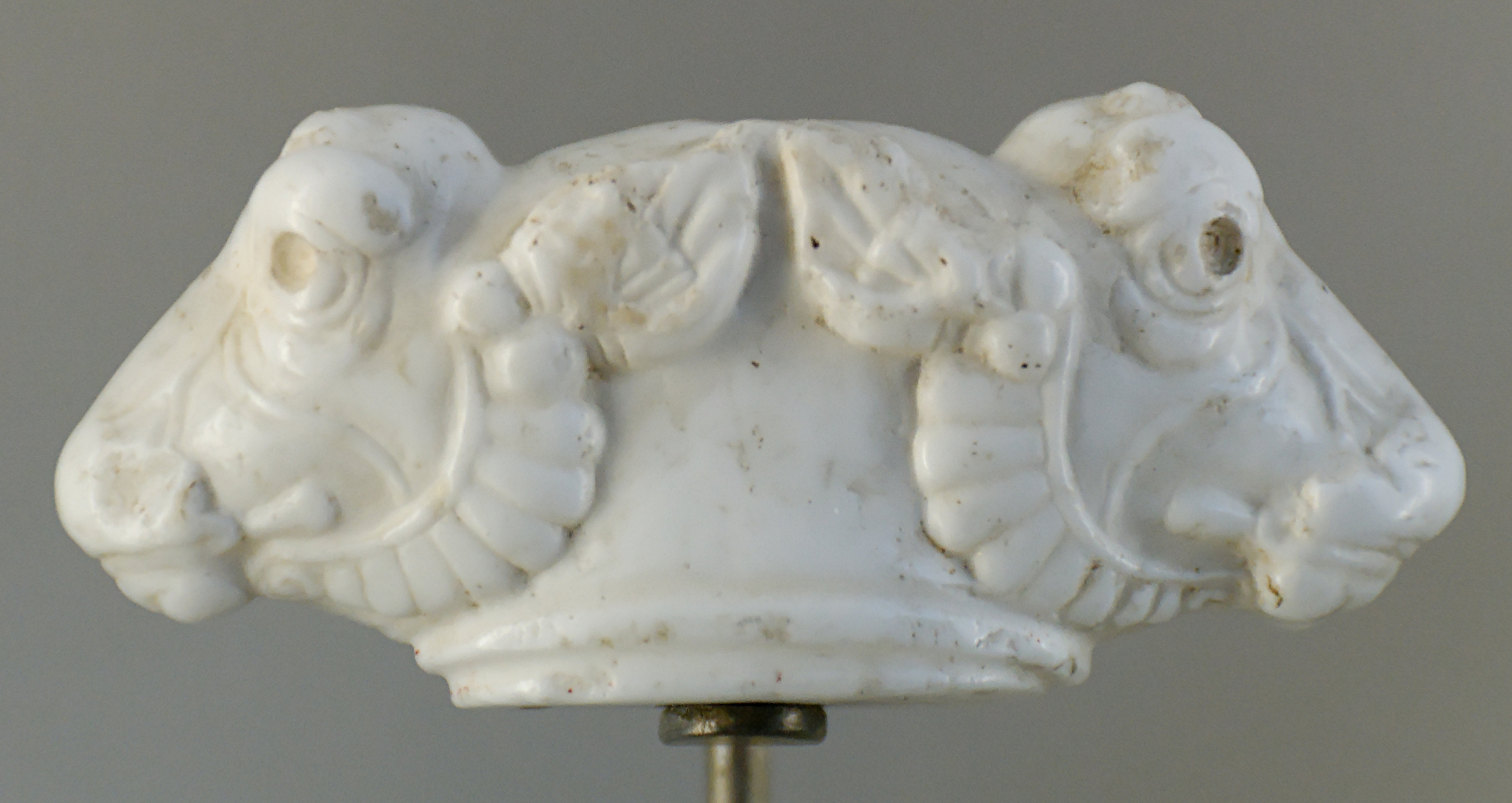
Pomo de espada aqueménida, com prótomo duplo de Toiros, de Susã

Havia prótomos, que combinavam as cabeças de vários animais (como gazelas, touros, grifos, etc.), no palácio de Dário I, em Susã, que tinham como escopo impressionar e intimidar, quem por eles passasse. Os prótomos cumpriam uma função simbólica e estrutural: representavam o poder e o equilíbrio cósmico das coisas, mas também serviam para escorar as vigas da estrutura do tecto.
As carrancas, no chamado "acróterio da proa", das embarcações de cruzeiro e os barcos pesca persas, que singravam pelo Mediterrâneo, conhecidos como hippoi (cavalos), costumavam representar um prótomo com o busto de um cavalo.
Na Grécia antiga, desde do século VII a.C. e ao longo da época helénica, encontram-se inúmeros prótomos, em peças de numismática, representando não só cabeças de animais, mas agora também bustos humanos.

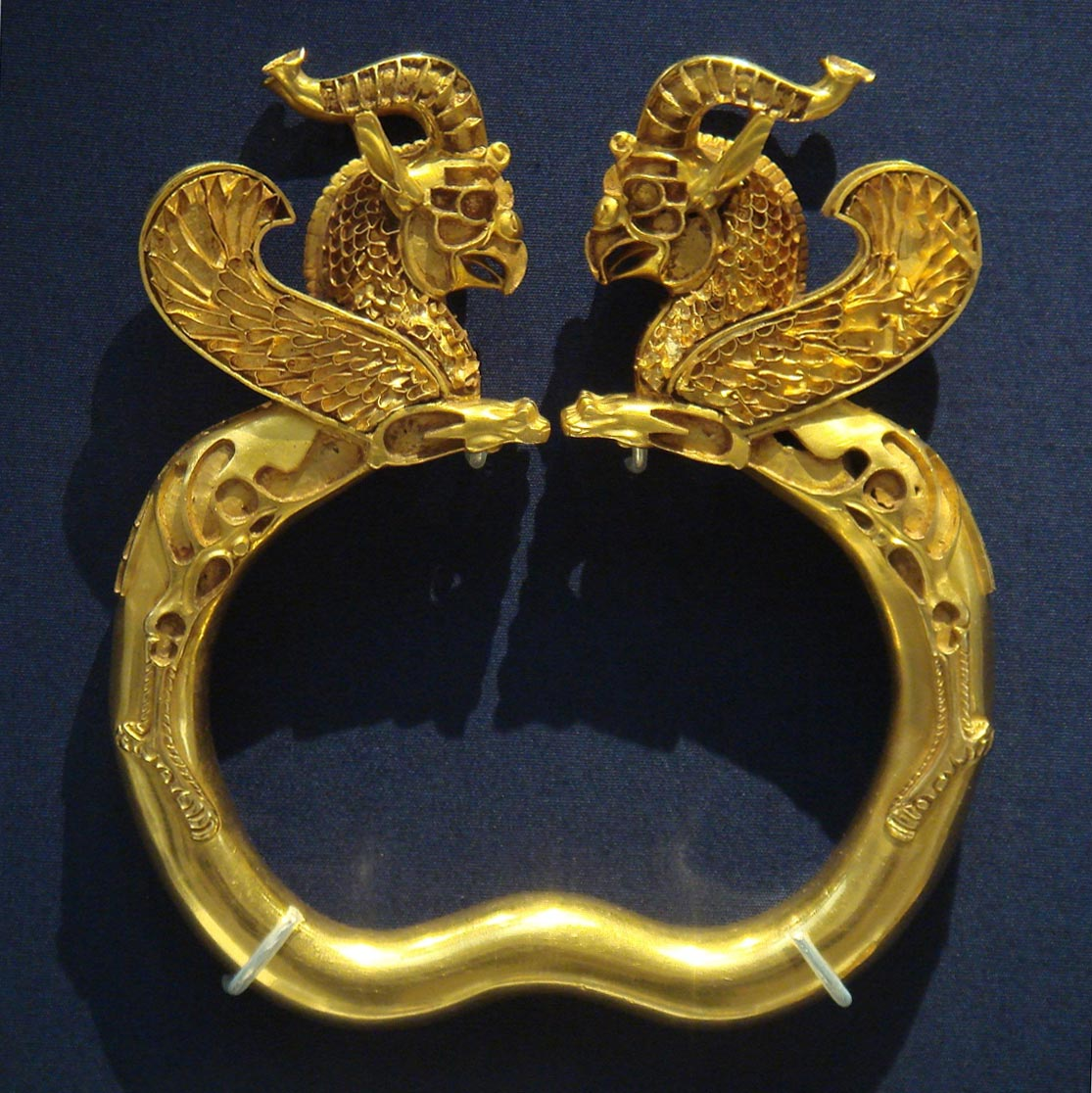
Bracelete de oiro com prótomo de dois grifos

Foi só no século XIX, que o termo "prótomo" foi introduzido no vocabulário da História da Arte.

### Artefactos encontrados em Portugal
Foram encontradas peças de bronze, contendo prótomos de felínos, presuntivamente panteras, para apliques de mobiliário, em Portugal, na vila de Alcácer do Sal, de origem Fenícia, que teriam tido algum relevo de ordem religiosa.
No Garvão, concelho de Ourique, distrito de Beja, também foram encontrados artefactos coroplásticos fenícios, dos quais consta a figura, de muito boa qualidade, de um cavalo, bem como um outro prótomo de equídeo geometrizante, que poderia corresponder a um aplique dalgum recipiente. Junto à foz do Guadiana, perto de Castro Marim, também já foi encontrado largo espólio arqueológico fenício, dentre o qual se destaca, por pertinente,  dois prótomos metálicos, um de carneiro e outro de um felídeo, presumivelmente uma pantera.
No Castro da Azougada, em Santo Aleixo da Restauração, município de Moura, distrito de Beja, já foi encontrada uma placa de cinturão em bronze, de forma rectangular, representando os prótomos geminados de dois antílopes ou cabras selvagens, dispostos simetricamente, de provável origem etrusca.